# Little Poland

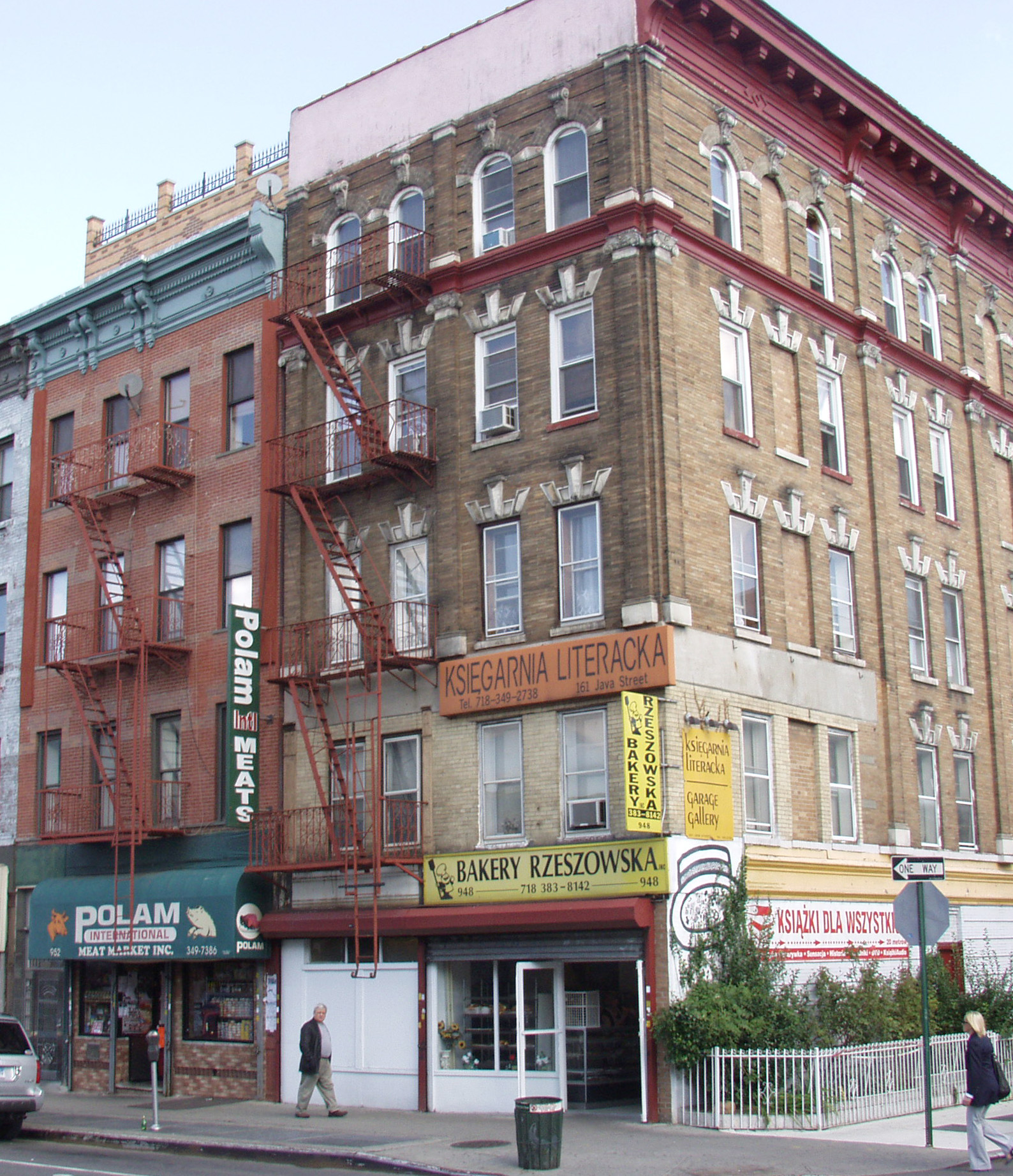
Rua típica de Little Poland

Little Poland é um nome informal para uma parte do bairro de Greenpoint, em Nova York, no distrito de Brooklyn. O nome "Little Poland" veio de origem das influências dos imigrantes poloneses depois de 1900.
Depois, outras partes de Nova York foram chamadas de "Little Poland".